# Stefan Bogoridi
Stefan Bogoridi, principe di Samo e Caimacam di Moldavia (Kotel, 1775 – Istanbul, 1º agosto 1859), è stato un nobile ottomano di origini bulgare.

## Biografia
Nato a Kotel, in Bulgaria, Bogoridi studiò lingua greca all'Accademia principesca di Bucarest, in Valacchia, ove decise di cambiare il proprio nome bulgaro Stoyko per il greco Stefan. Dopo aver terminato gli studi, Bogoridi entrò nella Marina ottomana come Dragomanno e, sotto il comando di Seid Mustafa Pasha (futuro sultano Mustafa IV), prese parte alla Battaglia di Abukir contro Napoleone Bonaparte in Egitto, riuscendo miracolosamente a fuggire dopo la sconfitta delle forze ottomane.
Nel 1812, Stefan Bogoridi si recò in Moldavia col principe Scarlat Callimachi, che lo nominò governatore della città di Galați (1812-1819). Nel 1821, durante la locale rivolta di Tudor Vladimirescu e l'invasione di Filikí Etería come parte della Guerra d'indipendenza greca, Bogoridi venne nominato Caimacam di Valacchia; l'anno successivo, dopo aver condotto l'offensiva ottomana contro Alexander Ypsilantis, egli ottenne la posizione di Caimacam in Moldavia, e quindi fece ritorno come Dragoman nella flotta ottomana. Tra il 1825 ed il 1828, venne esiliato in Anatolia per circostanze non note.
Dopo la Guerra russo-turca del 1828-1829 e la firma del Trattato di Adrianopoli, egli divenne consigliere di Mahmud II, che gli concesse il titolo di principe (bey, ηγεμόνας) e lo nominò governatore dell'isola di Samo. Egli visitò Samo una sola volta nel 1839 e governò l'isola da Istanbul. Bogoridi, che rinominò la capitale dell'isola Stefanopolis in suo onore, era odiato dalla popolazione greca locale per il suo governo arbitrario. I samiani si rivoltarono contro di lui nel 1849 ed il sultano decise di rimuoverlo dal suo incarico nel 1850.
Sotto il governo Abdülmecid I, Bogoridi divenne membro del Consiglio Tanzimat Coune fu consigliere del sultano. Egli fu l'unico cristiano che, dopo la Caduta di Costantinopoli nel 1453 fu benvoluto quale ospite nella casa del sultano. Egli ottenne il permesso da Abdülmecid di costruire una chiesa ortodossa bulgara a Istanbul e donò la sua casa di Fener per questo scopo (1849). La chiesa in questione è l'attuale chiesa di Santo Stefano che venne eretta in nome del suo santo protettore. Morì ad Istanbul.